# الصادق شعبان
الصادق شعبان (ولد 23 1950 بصفاقس)، رجل قانون ووزير تونسي سابق.
ولد في أسرة متواضعة. لما حصل على الباكالوريا، ونال جائزة رئيس الجمهورية، لم يقدر على الذهاب إلى قرطاج لتسلمها لولا مساعدة أحد أصدقاء الأسرة.
درس القانون بكلية الحقوق بتونس، وحصل فيها على الإجازة، ودبلوم الدراسات العليا للقانون العام وآخر للعلوم السياسية.
اهتم به عميد الكلية آنذاك بصورة خاصة لإعداد دكتورا الدولة في القانون العام، وحصل عليها وعمره 25 سنة، وكانت أوّل دكتورا دولة تمنحها الجامعة التونسية.
اشتغل أستاذا بالجامعة، ودرّس بالخصوص القانون الدستوري، وقانون المنظمات الدولية، ومناهج البحث السياسي، وعلم الاجتماع السياسي. كان معروفا بتعلقه بالمقاربة الإنقلوسكسونية للعلوم السياسية، في حين كان النمط الفرنسي هو السائد في الجامعة.
انخرط في سلك المحاماة (1974) ومارس بعض أعمال التحكيم والمصالحة، وقام بعديد الاستشارات القانونية.
حاضر أيضا بالمدرسة القومية للإدارة، وكلف بإدارة فرق بحث فيها. كما كان أستاذا زائرا في عديد الجامعات الأجنبية، وشارك في تطوير عمل جامعة الدول العربية عندما نقلت إلى تونس (1979-1987).
لما عيّن زين العابدين بن علي وزيرا للداخلية في عهد بورقيبة (1986)، كانت الأوضاع في الجامعة وفي البلاد عموما متدهورة. قال لأصدقائه أن زين العابدين بن علي هو رجل المرحلة، وأن رئاسة الجمهورية سوف تؤول إليه، وهو ما حصل فعلا، سنة بعد.
قرّر الانخراط في العمل السياسي منذ 7 نوفمبر 1987. وكان قبل ذلك مدرّسا للسياسة، محللا وناقدا. تقلّد عديد المنـاصب السيـاسية، منها وزيرًا للعدل (5 سنوات) ووزيرًا للتعليم العالي والبحث العلمي (5 سنوات) ومستشارًا للرئيس زين العابدين بن علي.
كلّفه الرئيس بن علي بإدارة حملته الانتخابية (1999) كما كلفه بإدارة حوار شامل مع الشباب (2008).
أصدر عديـد الكتب، بعضها ينظّر لتوجه الرئيس بن علي السياسي.
بعد ثورة 14 جانفي تم إيقافه من قبل السلطات التونسية من أجل تهم فساد ولكن تمت تبرأته من قبل القضاء. لم يعد لممارسة العمل السياسي إلى بعد انتخابات 26 أكتوبر 2014، حيث إنخرط في حركة مشروع تونس